# Albert Horvatek
Albert Horvatek, učitelj in politik, * 19. avgust 1859, Gradec, † 27. januar 1915, Maribor. 
Službo učitelja je sprva opravljal na nemški šoli v Račanah (Ratsch an der Weinstraße, danes avstrijska Štajerska) zahodno od Špilja (Spielfelda), ki je bila odprta novembra 1882, na takratnem dvojezičnem območju. Kasneje je služboval v Gußwerku, kjer je bil tudi ravnatelj. V zakonu z Berto (rojeno Maisell) so se jima rodili otroci Ida, Otto, Rudolf, Norbert in Elza. Od svojih učiteljskih začetkov je bil aktiven v učiteljskih stanovskih organizacijah, kjer se je zavzemal za boljši položaj učiteljstva, reformo šolskega sistema ter za laično šolstvo, zaradi česar je padel v nemilost med lokalnimi klerikalci. Bil je med prvimi člani avstrijske socialdemokratske stranke. Na listi socialdemokratov je kandidiral tako na parlamentarnih kot na deželnih volitvah.
Spomladi 1896 je Horvatek imel manifestativen shod v Gradcu, na katerem je opozarjal na zelo slab materialni položaj štajerskega učiteljstva. Gibanje se je razvijalo in 10. aprila 1898 je bil v Gradcu kongres Štajerske učiteljske zveze, na katerem so veliko večino predstavljali mladi učitelji, ki so si zato nadeli ime »mladi« (die Jungen). Gibanje je na Štajerskem dobilo prevladujoč vpliv v vodstvu Štajerske učiteljske zveze, zato so nemško usmerjeni učitelji izstopili iz te zveze in ustanovili svojo zvezo nemških učiteljev Štajerske. Albert Horvatek je bil med »mladimi« glavni organizator na spodnjem Štajerskem. Vsa slovenska učiteljska društva na Štajerskem so ostala v štajerski učiteljski zvezi in sprejela program »mladih«. Horvatek je imel serijo predavanj Osnovna šola, ljudstvo, učitelji in mladi. Predavanja so bila v Ljubnem, Celju, Dravogradu, Mariboru, Rogatcu, Radgoni in na Ptuju.
Bil je nespravljivi nasprotnik schönererijanstva, gibanja politika Georga von Schönererja, ki je gradil svojo politiko na antisemitizmu, velikonemštvu in sovraštvu do Slovencev. Kot zagovornik sožitja in enakopravnosti med Nemci in Slovenci se je zameril klerikalcem in skrajnim nacionalistom. Bil je deležen različnih obtožb, zaradi katerih je odgovarjal tudi pred sodiščem in bil kazensko premeščen v Unterrohr pri Hartbergu. Že po dveh letih je bil premeščen v Obdach, v šolo na deželno mejo med Štajersko in Koroško, kasneje pa so ga odpustili. Horvatek se je zaradi izgube službe pravdal na sodišču in tožbo dobil. Zaradi težav s srcem se je upokojil ter preselil v Maribor. Tu je maja 1909 kandidiral v splošni kuriji trgov in mest na socialnodemokratski listi. Volivcem je obljubljal, da se bo stranka zavzemala za ustavitev naraščanja cen kmetijskih proizvodov, za reformo podpiranja revnih, za gradnjo bolnišnic, za razvoj šolstva in za reformo občinske uprave. Po prvem krogu volitev 7. maja 1909, v katerem ni noben kandidat zbral večine glasov, je prišlo 14. maja do ožjih volitev med Horvatkom in nemškonacionalnim kandidatom Franzom Krallom. Zmagal je Horvatek s pomočjo slovenskih glasov.
Kot deželni poslanec je pogosto sodeloval s slovenskim liberalnim poslancem Vekoslavom Kukovcem, podpiral njegove predloge in interpelacije ter se nasploh zavzemal za enakopravnost Slovencev in Nemcev.
V Mariboru je zadnji dve leti svojega življenja živel v Magdalenskem predmestju (Grenz Gasse 16, danes Mejna ulica 24 v mestni četrti Pobrežje). 27. januarja 1915 je umrl zaradi opešanega srca. Pogreba na pobreškem pokopališču v Mariboru se je udeležila množica ljudi, med katerimi so prevladovali delavci in železničarji.
Njegovo politično pot sta nadaljevala sin Norbert Horvatek (1888–1982) in vnuk Günther Horvatek (1943–1986), ki sta bila oba vidna avstrijska  socialdemokratska politika.